# Заседание Политбюро ЦК КПЮ 4 июля 1941 года

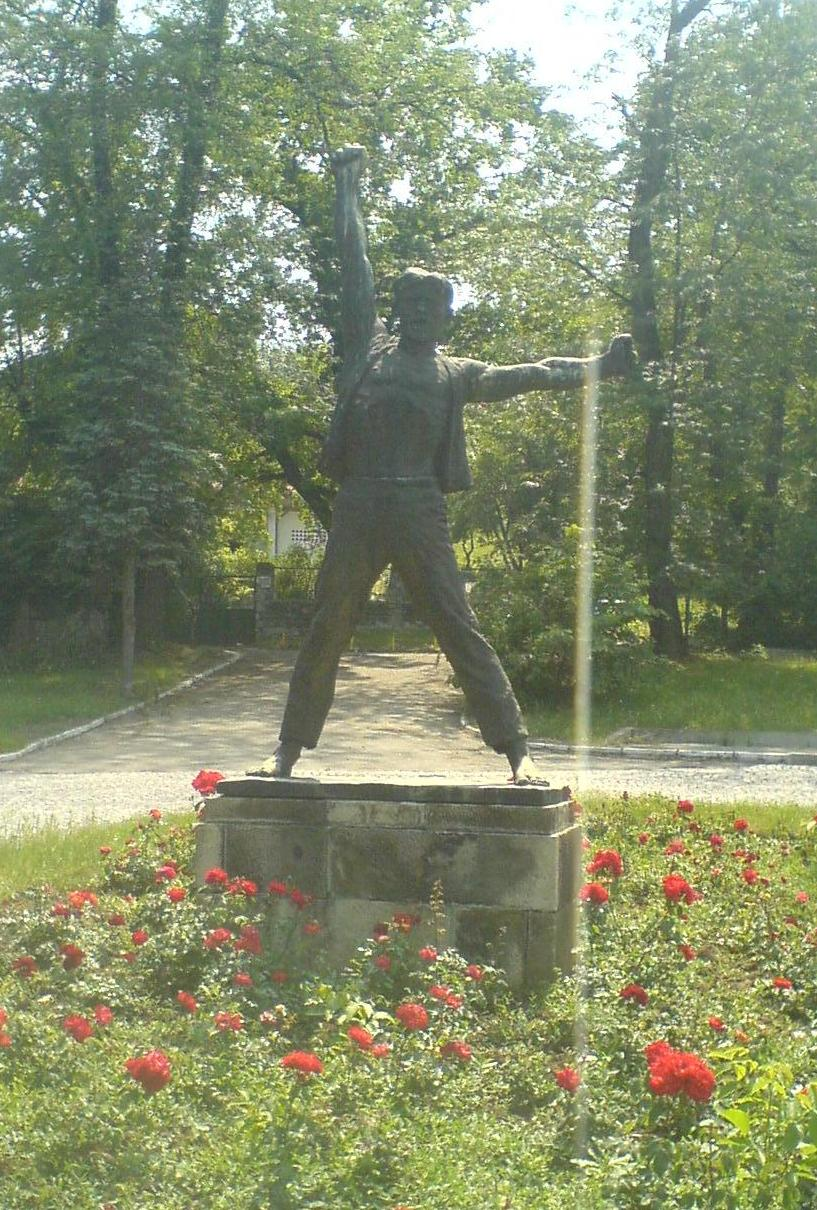
Памятник «Призыв к восстанию», автор Воин Бакич, Белград. Расположен перед домом, где находился ранее Музей 4 июля

Заседание Политбюро ЦК КПЮ 4 июля 1941 — историческое совещание руководства Коммунистической партии Югославии, состоявшееся в Дедине — районе Белграда — и ознаменовавшее собой начало Народно-освободительной войны Югославии против немецких оккупантов. Заседание прошло в доме Владислава Рибникара, будущего редактора «Политика», а председателем заседания был генеральный секретарь коммунистической партии Югославии Иосип Броз Тито. В Югославии этот день отмечался как День борца и был национальным праздником.

## Предпосылки
Коммунистическая партия Югославии ещё на V земельной конференции в октябре 1940 года в Загребе предупреждала об угрозе агрессии стран «оси» в отношении Югославии. При ЦК КПЮ была образована Военная комиссия, занимавшаяся политической подготовкой солдат Югославской королевской армии и военной подготовкой всех добровольцев, желающих оказать сопротивление оккупантам. 10 апреля 1941 после начала Апрельской войны было созвано экстренное совещание, на котором ЦК КПЮ призвал всех неравнодушных начать вооружённую борьбу с захватчиками. Этого оказалось недостаточно, чтобы остановить немецкий блицкриг, и Югославская армия капитулировала, но коммунисты продолжили борьбу: Военная комиссия была преобразована в Военный комитет, который возложил на себя обязанности по руководству партизанским подпольем.
На совещании в начале мая 1941 года ЦК КПЮ проанализировал сложившуюся ситуацию в Югославии и отдал распоряжение всем краевым, областным, районным и городским комитетам партии образовать собственные воинские подразделения для ведения вооружённой борьбы. С мая по июнь шло формирование ударных групп и десятков, куда вступали массово как члены партии и Союза коммунистической молодёжи Югославии, так и симпатизирующие им. Группы занимались саботажем и диверсиями. 22 июня 1941 Германия без объявления войны напала на Советский Союз, и в тот же день Коминтерн призвал все коммунистические партии Европы «подняться на борьбу с немецко-фашистскими захватчиками», что стало сигналом для югославских коммунистов. 27 июня на очередном заседании ЦК КПЮ был сформирован Главный штаб народно-освободительных партизанских отрядов Югославии, начальником которого стал Иосип Броз Тито.

## Заседание 4 июля

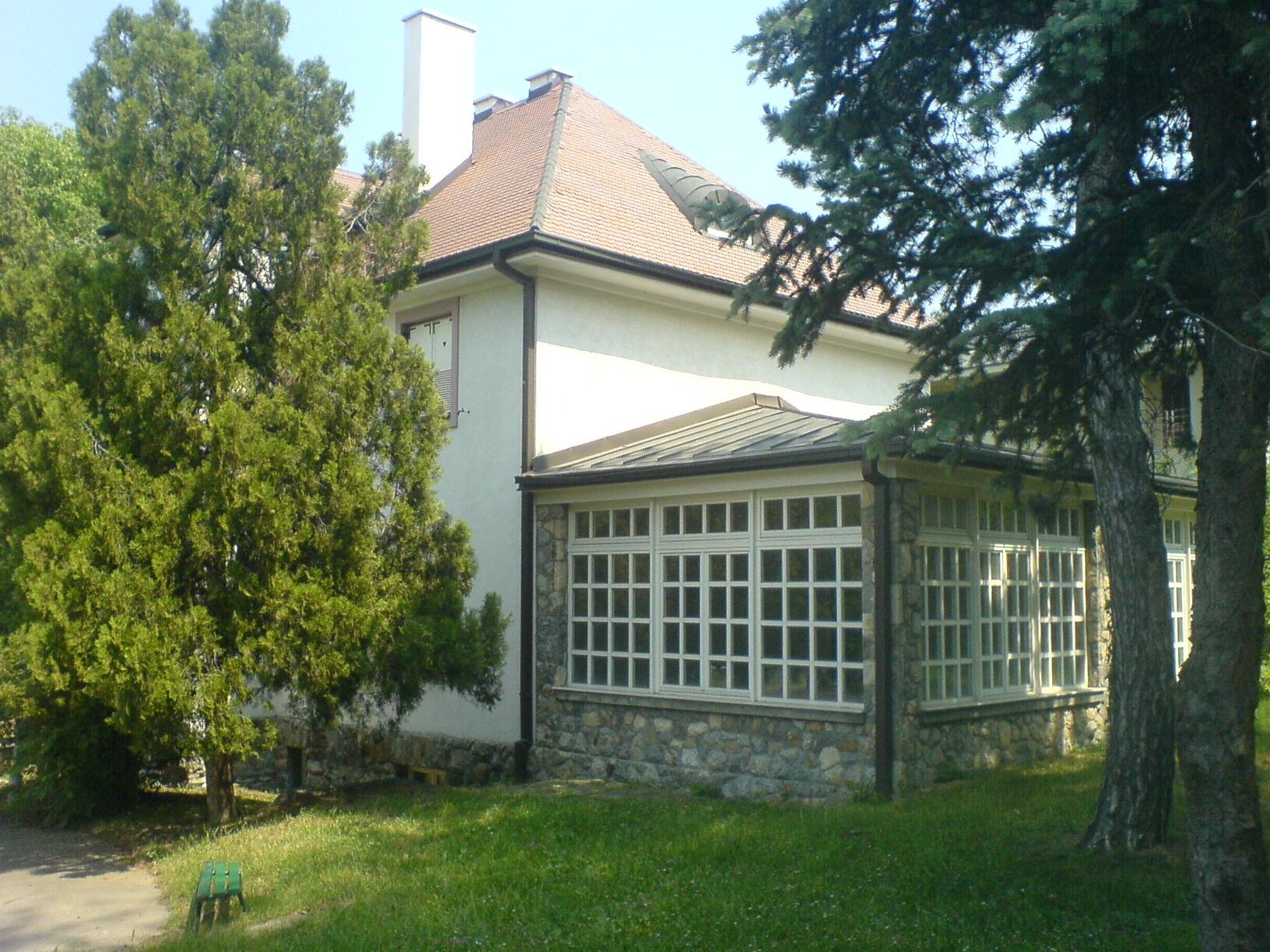
Здание бывшего музея 4 июля в наши дни

4 июля 1941 на вилле Владислава Рибникара в белградском районе Дедине состоялось заседание Политбюро ЦК КПЮ, на котором было принято решение о начале вооружённого восстания против немецких оккупантов, их союзников, сателлитов и пособников. На заседании присутствовали генеральный секретарь КПЮ Иосип Броз Тито, члены ЦК Александр Ранкович, Милован Джилас, Иво Лола Рибар, Светозар Вукманович и Сретен Жуйович (в некоторых источниках утверждается, что присутствовал также Иван Милутинович, но в своих воспоминаниях Вукманович и Джилас это отрицали), журналист Владислав Рибникар, его супруга Яра и писатель Владимир Дедиер. Перед началом заседания все внимательно осмотрели окрестности и убедились, что их никто посторонний не может увидеть и услышать.
На заседании, председателем которого был Тито, была проанализирована ситуация в Югославии и мире, а особенное внимание уделялось положению на советско-германском фронте. Было отдано распоряжение о начале массовых акций саботажа и диверсий как части народного восстания, а партизанская война была объявлена дальнейшей формой развития восстания. Также были приняты следующие стратегически важные решения:
1. Образовать Штаб партизанских отрядов Сербии во главе со Сретеном Жуйовичем как ответственным за партизанское движение в Сербии.
2. Назначить на аналогичные должности в Боснии и Герцеговине Светозара Вукмановича, в Черногории — Милована Джиласа.
3. Образовать Оперативное партийное руководство при ЦК Коммунистической партии Хорватии во главе с Владо Поповичем[серб.] как ответственным за партизанское движение в Хорватии.
4. Назначить на аналогичную должность в Словении Эдварда Карделя.
5. Как можно быстрее создать организованные ударные группы и набрать их состав из членов партии.
6. Назначить политических комиссаров (политруков) как представителей партии в каждом отряде.
7. Учредить Бюллетень Главного штаба народно-освободительных партизанских отрядов Югославии.

Иво Лола Рибар в конце заседания составил текст обращения Коммунистической партии Югославии к народам страны с призывом поднять восстание против оккупантов. 12 июля в подпольной типографии ЦК КПЮ на улице Банички Венац были напечатаны листовки, которые потом стали распространяться по всей стране. В листовках говорилось следующее: 

Народы Югославии — сербы, хорваты, словенцы, черногорцы, македонцы и другие! ... Вы были побеждены в войне, но не покорены. Славные традиции борьбы за правду и свободу ваших дедов нельзя забывать. Сейчас время показать, что вы достойные потомки своих предков. Сейчас время, сейчас настал час, чтобы вы двинулись все как один в бой против захватчиков и их прихвостней, палачей наших народов. Не паникуйте ни перед каким террором противника. На террор отвечайте массовым ударом по крупнейшим точкам фашистских оккупационных банд. Уничтожайте всё, всё что используется фашистскими завоевателями. Не позволим по нашим железным дорогам перевозить военные припасы и иные средства, которые служат фашистским ордам в их борьбе против Советского Союза. Создадим из нашей земли мощную крепость против фашистских завоевателей.
Оригинальный текст (серб.)Народи Југославије - Срби, Хрвати, Словенци, Црногорци, Македонци и други! ... Ви сте били побеђени у рату, али нисте покорени. Славне традиције борбе за правду и слободу ваших дедова не смеју бити заборављене. Сада је време да покажете да сте достојни потомци својих предака. Сада је време, сада је куцнуо час, да се дигнете сви ако један у бој против окупатора и њихових домаћих слугу, крвника наших народа. Не презајте ни пред каквим терором непријатеља. На терор одговарајте масовним ударом по најосетљивијим тачкама фашистичких окупаторских бандита. Уништавајте све - све што користи фашистичким освајачима. Не дозволимо да наше жељезнице превозе ратни материјал и друга средства која служе фашистичким хордама у њиховој борби против Совјетског Савеза. Створимо од наше земље опседну тврђаву за фашистичке освајаче.

## Последствия
Дом, в котором прошло заседание, Владислав Рибникар после войны передал Коммунистической партии, которая открыла в нём 1 мая 1950 Музей 4 июля в память о начале войны. В 2000 году он был закрыт, а в 2003 году возвращён потомкам Рибникара. 26 апреля 1956 распоряжением Союзной скупщины ФНРЮ день 4 июля стал государственным праздником под названием «День борца» и стал отмечаться во всех республиках. Он оставался государственным праздником в Союзной Республике Югославия и был отменён в 2001 году.